# Station Mølleparken
Station Mølleparken is een spoorweghalte in Mårslet in de Deense gemeente Aarhus. Het station ligt aan de lijn Århus - Hov. Sinds 2012 wordt het station bediend door de treindienst van Aarhus Nærbane. 